# Ceropegia leptophylla
Ceropegia leptophylla är en oleanderväxtart som beskrevs av Peter Vincent Bruyns. Ceropegia leptophylla ingår i släktet Ceropegia och familjen oleanderväxter. Inga underarter finns listade i Catalogue of Life.